# Markeb
Markeb (Kappa Velorum, κ Vel) – gwiazda w gwiazdozbiorze Żagla, odległa od Słońca o około 570 lat świetlnych.

## Nazwa
Tradycyjna nazwa gwiazdy, Markeb, wywodzi się od arabskiego ‏مركبة‎ markab, co oznacza „pojazd” i odnosiło się do całego gwiazdozbioru Argo. Pomimo podobnego brzmienia, nie ma związku z nazwą Markab (Alfa Pegasi). Międzynarodowa Unia Astronomiczna w 2017 formalnie zatwierdziła użycie nazwy Markeb dla określenia tej gwiazdy.

## Charakterystyka obserwacyjna

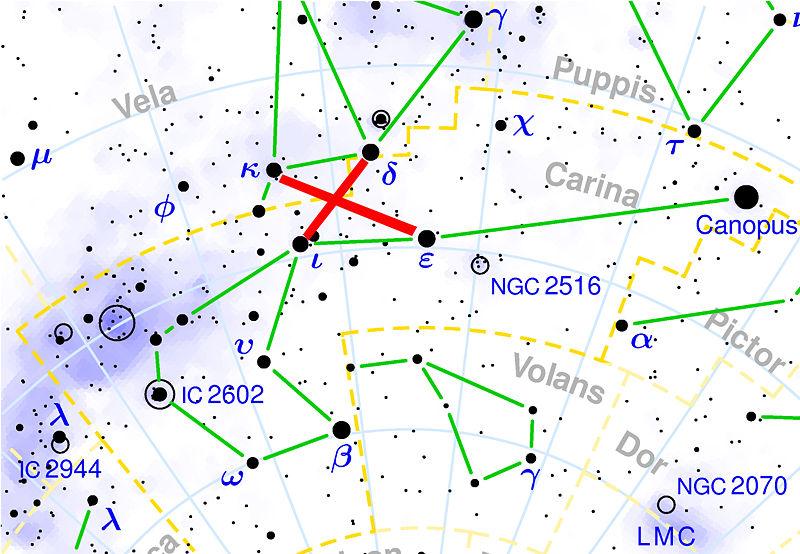
Gwiazdy tworzące Fałszywy Krzyż

Kappa Velorum jest najsłabszą gwiazdą asteryzmu „Fałszywego Krzyża”. Jej obserwowana wielkość gwiazdowa to 2,47m, zaś wielkość absolutna jest równa −3,74m. Jest to gwiazda nieba południowego, niewidoczna z Polski.
Markeb znajduje się trzy stopnie od południowego bieguna niebieskiego Marsa i może być uznawany za południową gwiazdę polarną tej planety.

## Charakterystyka fizyczna
Kappa Velorum to podolbrzym należący do typu widmowego B2. Jest to gorąca, masywna gwiazda. Jej temperatura jest oceniana na 22 300 K, uwzględniając silną emisję ultrafioletową gwiazda wypromieniowuje 18 400 razy więcej energii niż Słońce. Promień tej gwiazdy jest 9,1 razy większy niż promień Słońca, a masa jest 10–11 razy większa niż masa Słońca. Gwiazda zbliża się do końca życia, które przy tak dużej masie trwa tylko 16–20 milionów lat. Wiatr gwiazdowy unosi z niej w przestrzeń około jedną miliardową masy Słońca rocznie. Gwiazda może eksplodować jako supernowa bądź zakończyć życie jako masywny biały karzeł.
Dodatkowo jest to gwiazda spektroskopowo podwójna, której składniki obiegają się w czasie 116,65 dnia. Jeśli założyć, że słabszy składnik ma masę podobną do Słońca, to gwiazdy dzieli w przestrzeni około 1,1 au. Nie wiadomo, który ze składników emituje rejestrowane promieniowanie rentgenowskie.